# Прапор Білопілля
Пра́пор Білопі́лля — затверджений 21 травня 2004 року рішенням XVII сесії Білопільської міської ради XXIV скликання та перезатверджена у новій редакції, рішенням 6 сесії міської ради 7 скликання від 11.03.2016 р.

## Опис

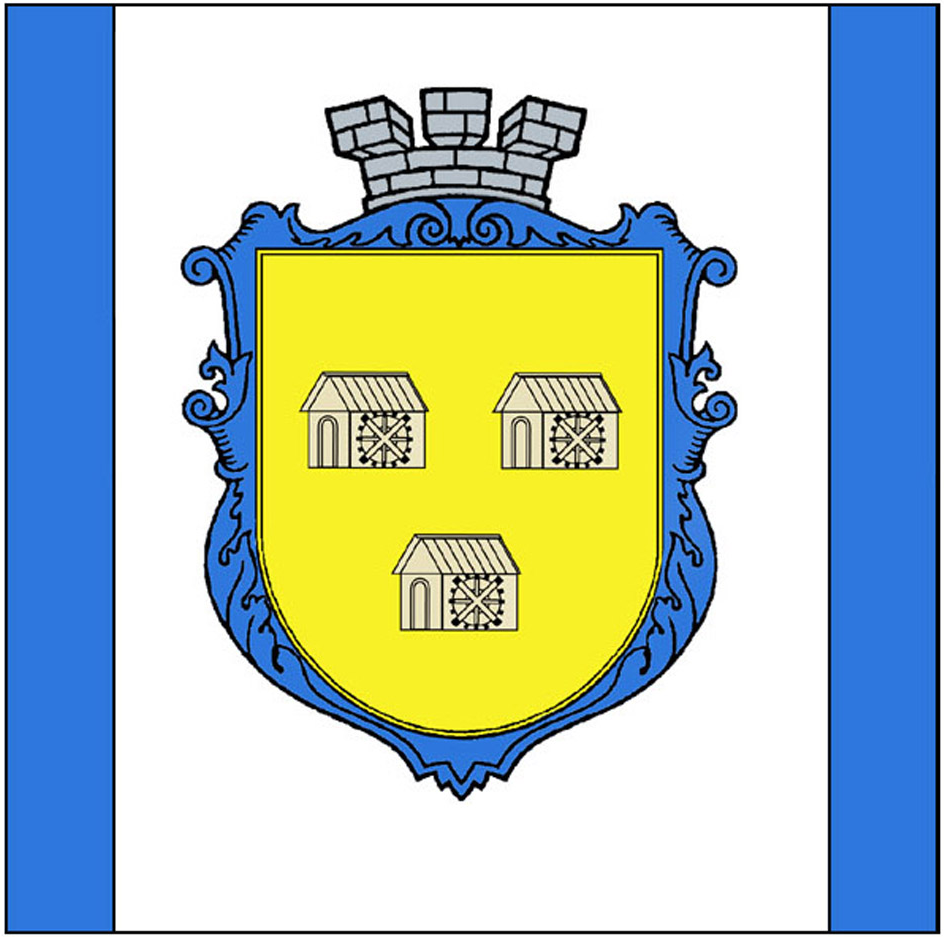
Варіант прапора 2014 року

Прапор Білопілля являє собою квадратне біле полотнище, у центрі — герб міста у синьому картуші, увінчаний срібною міською короною (висота герба дорівнює 3/4 сторони прапора), на відстані в 1/10 сторони прапора від древка та від вільного краю йдуть сині вертикальні смуги (завширшки в 1/10 сторони прапора кожна).
Білий колір полотнища прапора підкреслює походження назви міста від Білого поля, а сині смуги означають річки Вир і Кригу, які тут протікають.